# Lorenzo Mannozzi Torini
Lorenzo Mannozzi-Torini (Terranuova Bracciolini, 16 luglio 1908 – Firenze, 1995) è stato un ispettore regionale delle foreste della Regione Marche ed è considerato il precursore della moderna tartuficoltura.

## Biografia
Ha scritto il "Manuale di Tartuficoltura" Edizioni Edagricole, Bologna, 1970 in cui viene illustrato il metodo da lui sperimentato per la realizzazione di piante micorrizate conosciuto ancora oggi come metodo Mannozzi-Torini.
Lorenzo Mannozzi Torini nel 1952 si è trasferito nel comune di Arezzo poi a Firenze e quindi a Torino.
Nel 1971, mentre ricopriva il ruolo di ispettore forestale, sporse denuncia contro il film Decameron di Pier Paolo Pasolini allo scopo di far sequestrare, e quindi censurare, la pellicola.
A Lorenzo Mannozzi Torini è dedicato il museo del territorio della Riserva naturale statale Gola del Furlo poiché contribuì, con il suo lavoro, al rimboschimento dei Monti del Furlo (Paganuccio e Pietralata) sulla Via Flaminia.